# Undercut (automobilismo)
L'Undercut (dall'inglese cut, "tagliare") è un termine, utilizzato nelle competizioni automobilistiche, per definire una particolare strategia nella gestione dei pit stop utilizzata da chi insegue e vuole incrementare posizioni nella classifica della gara, consistente nell'anticipare la sosta ai box per il cambio gomme sfruttando degli pneumatici più nuovi rispetto alle altre vetture in gara per avere maggiori vantaggi in termini di prestazioni per rimontare posizioni nella gara stessa. Ciò viene solitamente effettuato in Formula 1.

## Descrizione e svantaggi

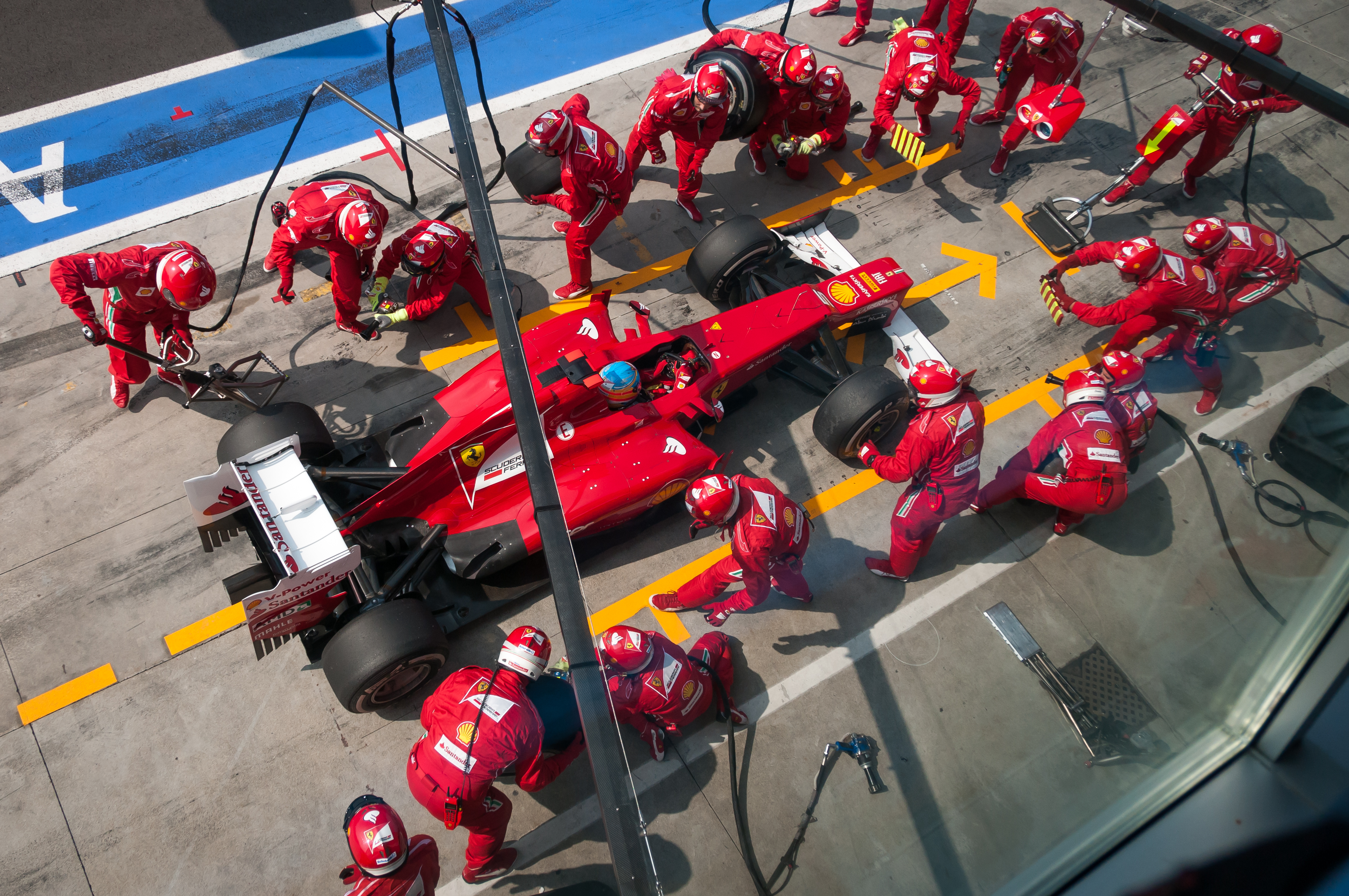
Un pit stop in Formula 1

Questa strategia però presenta due principali svantaggi: il tempo necessario per la sosta nel cambio gomme, nonché per la percorrenza a velocità ridotta della corsia box, e il fatto che le gomme "fresche" necessitano di un paio di curve del circuito per entrare nella temperatura ottimale d'esercizio e per avere dei vantaggi in termini di aderenza. In questa situazione di "gomme fredde", infatti, la vettura diventa complessa e difficile da guidare, e dunque le prestazioni sono inferiori. L'unica strategia difensiva per gli altri piloti è quella di cercare di migliorare la performance con le gomme consumate prima di rientrare a loro volta nei box per il pit stop.
Il vantaggio principale dell'undercut è una maggiore aderenza del veicolo sull'asfalto, grazie alle gomme nuove, ma il pilota è comunque soggetto a rischi perché lo pneumatico, anche se appena uscito dalle termocoperte, deve scaldarsi a dovere per entrare in temperatura, per cui nelle prime curve la vettura tende a non avere un'aderenza ottimale. L’inseguito può solo difendersi cercando di andare il più veloce possibile con le gomme usate.
La variante opposta di questa strategia, che consiste nell'arresto ritardato per effettuare il pit stop per il cambio gomme, viene chiamata overcut.